# یدوابنه
یدوابنه (به لاتین: Jedwabne) یک شهر و گمینا در لهستان است که در گمینا یدوابنه واقع شده‌است. یدوابنه ۱۱٫۴۷ کیلومتر مربع مساحت و ۱٬۹۰۱ نفر جمعیت دارد.